# 1312
| [ Edytuj tabelę ]                          |                                                                                                 |
| Książę Małopolski                          | - 1306 Władysław I Łokietek 1320                                                                |
| Książę Wielkopolski                        | - 1312 Władysław I Łokietek 1320                                                                |
| Król Albanii                               | - 1301 Filip I 1332                                                                             |
| Współksiążęta Andory                       | - 1309 Ramon Trebailla 1326 - 1302 Gaston I 1315                                                |
| Król Angkoru                               | - 1307 Idradżajawarman 1327                                                                     |
| Król Anglii                                | - 1307 Edward II 1327                                                                           |
| Król Aragonii i Walencji, hrabia Barcelony | - 1291 Jakub II Sprawiedliwy 1327                                                               |
| Margrabia Brandenburgii                    | - 1293 Henryk I 1318 - 1304 Waldemar 1319                                                       |
| Książę Burgundii                           | - 1306 Hugo V 1315                                                                              |
| Książę Dolnej Bawarii                      | - 1290 Otton III 1312 - 1309 Otto IV 1334 - 1309 Henryk XIV Bawarski 1339 - 1312 Henryk XV 1333 |
| Książę Górnej Bawarii                      | - 1294 Rudolf I 1317 - 1294 Ludwik III 1340                                                     |
| Cesarz Bizancjum                           | - 1282 Andronik II Paleolog 1328                                                                |
| Car Bułgarii                               | - 1300 Teodor Swetosław 1322                                                                    |
| Cesarz Chin                                | - 1311 Renzong 1320                                                                             |
| Król Cypru                                 | - 1310 Henryk II 1324                                                                           |
| Król Czech                                 | - 1310 Jan Luksemburski 1346                                                                    |
| Król Danii                                 | - 1286 Eryk Menved 1319                                                                         |
| Władca Egiptu                              | - 1310 An-Nasir Muhammad 1341                                                                   |
| Cesarz Etiopii                             | - 1299 Uyddym Raad 1314                                                                         |
| Król Francji                               | - 1285 Filip IV Piękny 1314                                                                     |
| Hrabia Holandii                            | - 1304 Wilhelm III 1337                                                                         |
| Cesarz Japonii                             | - 1308 Hanazono 1318                                                                            |
| Kalif                                      | - 1302 Al-Mustakfi I 1340                                                                       |
| Król Kastylii i Leónu                      | - 1295 Ferdynand IV Pozwany 1312 - 1312 Alfons XI 1350                                          |
| Patriarcha Konstantynopola                 | - 1310 Nifon I 1314                                                                             |
| Władca Korei                               | - 1308 Ch’ungsŏn 1313                                                                           |
| Wielki książę litewski                     | - 1295 Witenes 1316                                                                             |
| Cesarz Majapahitu                          | - 1309 Dżajanegara 1328                                                                         |
| Sułtan Maroka                              | - 1310 Abu Said Usman II 1331                                                                   |
| Książę Mediolanu                           | - 1311 Matteo I Wielki 1322                                                                     |
| Książę Moskwy                              | - 1303 Jerzy Daniłowicz 1325                                                                    |
| Król Nawarry                               | - 1305 Ludwik I 1316                                                                            |
| Król Norwegii                              | - 1299 Haakon V Długonogi 1319                                                                  |
| Hrabia Palatynatu                          | - 1294 Rudolf I Wittelsbach 1317                                                                |
| Papież                                     | - 1305 Klemens V 1314                                                                           |
| Król Portugalii                            | - 1279 Dionizy I 1325                                                                           |
| Książę Rusi halickiej                      | - 1308 Andrzej II 1323 - 1308 Lew II 1323                                                       |
| Cesarz Rzymski (niemiecki)                 | - 1308 Henryk VII Luksemburski 1313                                                             |
| Książę Saksonii                            | - 1298 Rudolf I 1356                                                                            |
| Król Serbii                                | - 1282 Stefan Urosz II 1321                                                                     |
| Król Szkocji                               | - 1306 Robert I 1329                                                                            |
| Król Szwecji                               | - 1290 Birger I Magnusson 1318                                                                  |
| Sułtan Turków                              | - 1299 Osman I 1324                                                                             |
| Doża Wenecji                               | - 1311 Marino Zorzi 1312 - 1312 Giovanni Soranzo 1328                                           |
| Król Węgier                                | - 1308 Karol Robert 1342                                                                        |
| Wielki mistrz zakonu krzyżackiego          | - 1311 Karl Bessart von Trier 1324                                                              |

Rok 1312 / MCCCXII
stulecia: XIII wiek ~
XIV wiek ~
XV wiek

lata: 1302 «
1307 «
1308 «
1309 «
1310 «
1311 «
1312
» 1313
» 1314
» 1315
» 1316
» 1317
» 1322

## Wydarzenia w Polsce
- 29 lutego – synowie zmarłego w 1309 roku księcia głogowskiego Henryka III dokonali podziału dziedzictwa. Henryk IV wraz z młodszymi braćmi, Janem i Przemkiem otrzymał Żagań i Poznań, Konrad I Namysłów i Kalisz, a Bolesław księstwo oleśnickie wraz z Gnieznem.

- Władysław Łokietek odzyskał Kraków i zemścił się na ludności niemieckiej.
- Bielsko otrzymało prawa miejskie.
- Syców otrzymał prawa miejskie.
- Pieniężno otrzymało prawa miejskie.

## Wydarzenia na świecie
- 22 marca – podczas soboru w Vienne papież Klemens V wydał bullę Vox in excelso rozwiązującą zakon templariuszy.
- 14 kwietnia – margrabia brandenburski Waldemar Wielki zmusił wziętego w niewolę margrabiego Miśni Fryderyka I do podpisania układu pokojowego w Tangermünde.
- 2 maja:
  - papież Klemens V bullą Ad providam rozwiązał zakon templariuszy.
  - odbyła się ostatnia sesja Soboru w Vienne.
- 29 czerwca – Henryk VII Luksemburski został koronowany na cesarza rzymsko-niemieckiego.

## Urodzili się
- 13 listopada – Edward III, król Anglii (zm. 1377)

## Zmarli
- 10 marca - Kazimierz Bytomski, książę Bytomski (ur. ok. 1255)
- 13 maja – Tybald II Lotaryński, książę Lotaryngii (ur. 1263)
- 27 sierpnia – Artur II, książę Bretanii (ur. 1262)
- 7 września – Ferdynand IV Pozwany, król Kastylii i Leónu (ur. 1285)
- 9 września – Otto III Bawarski, książę Bawarii, król Węgier (ur. 1261)
- 27 października – Jan II Pokojowy, książę Brabancji i Limburgii (ur. 1275)
- data dzienna nieznana:
  - Siemowit Dobrzyński, książę dobrzyński (ur. ok. 1265)
  - Waldemar IV, książę Szlezwika (ur. ok. 1265)